# پاین بروک هیل (کلرادو)
پاین بروک هیل (به انگلیسی: Pine Brook Hill) یک منطقهٔ مسکونی در ایالات متحده آمریکا است که در شهرستان بولدر، کلرادو واقع شده‌است. پاین بروک هیل ۷٫۶ کیلومتر مربع مساحت و ۹۸۳ نفر جمعیت دارد و ۱٬۹۵۰٫۷۴ متر بالاتر از سطح دریا واقع شده‌است.